# Manbij
Manbij (în arabă منبج, în kurdă Minbic, în adîgheiană Mumbuj, în siriacă ܡܒܘܓ) este un oraș din nord-estul Guvernoratului Alep din nordul Siriei, situat la circa 30 kilometri spre vest de fluviul Eufrat. Conform recensământului din 2004 al Biroului Central de Statistică din Siria, Manbij avea o populație de aproximativ 100.000 de locuitori. Populația Manbijului este diversificată din punct de vedere etnic, incluzând arabi, cerchezi și ceceni, iar mulți dintre ei practică sufismul Naqshbandiyya.

## Etimologie
Orașul a fost menționat pe monede din antichitate înainte de cucerirea de către armatele lui Alexandru cel Mare, dar aceasta a înregistrat numele aramaic de Mnbg (însemnând „locul primăverii”). Asirienii denumeau orașul Nappigu (Nanpigi). Localitatea apare în textele grecești ca Bambyce, iar Plinius cel Tânăr consemna numele sirian al orașului ca Mabog (de asemenea Mabbog, Mabbogh). Fiind un centru de venerare al zeiței siriene Atargatis, Manbij a devenit cunoscut grecilor antici drept Ἱερόπολις (Hieropolis), „orașul templului”, apoi ca Ἱεράπολις (Hierapolis), „orașul sfânt”.